# Andrea Crespo
Andrea Priscila Crespo Granda (Guayaquil, 4 de octubre de 1983) es una escritora ecuatoriana. Entre los galardones literios que ha obtenido, se cuentan el Premio Aurelio Espinosa Pólit, el Concurso Nacional de Poesía David Ledesma Vásquez y una mención de honor del Premio de Novela Corta Miguel Donoso Pareja.

## Biografía
Nació el 4 de octubre de 1983 en Guayaquil. Realizó sus estudios superiores en la Universidad Casa Grande, donde obtuvo el título de comunicadora social con mención en escritura creativa.
En septiembre de 2013 lanzó su primer poemario, titulado "L.A. Monstruo", bajo la Editorial Cadáver Exquisito. En el libro, que utiliza en forma irónica una estructura similar a la del Pentateuco, Crespo relata el ciclo de vida de una mujer de características monstruosas. Entre los temas más abordados por el libro destacan la feminidad, la masculinidad, el poder y la política.
En octubre de 2016 recibió el Premio Aurelio Espinosa Pólit en la categoría poesía por su poemario "Registro de La Habitada", entregado por la Pontificia Universidad Católica del Ecuador y seleccionado entre 166 obras participantes. En diciembre del mismo año lanzó oficialmente a la venta el poemario.
Su siguiente libro, titulado "Libro Hémbrico", ganó en marzo de 2017 el Concurso Nacional de Poesía David Ledesma Vásquez, otorgado por la Casa de la Cultura Ecuatoriana. El poemario trata temas habituales de la obra de Crespo, centrándose en las normas impuestas sobre el cuerpo femenino por el Estado y por el individuo.
En 2022 publicó su primera novela, Los cielos de marzo, que se convirtió en una de las obras más vendidas de la Feria Internacional del Libro de Guayaquil de ese año. La obra recibió además una mención de honor del Premio de Novela Corta Miguel Donoso Pareja.
Dentro del ámbito político participó en las elecciones legislativas de 2013 como candidata a la Asamblea Nacional.

## Obras

### Poesía
- L.A. Monstruo (2013)
- Registro de La Habitada (2016)
- Libro Hémbrico (2019)[13]

### Novelas
- Los cielos de marzo (2022)[11]